# Assan Ceesay
Assan Ceesay (Banjul, 17 marzo 1994) è un calciatore gambiano, attaccante del Damac e della nazionale gambiana.

## Caratteristiche tecniche
È un centravanti che dispone di buona stazza fisica, rapidità e fiuto del gol.

## Carriera

### Club
Cresciuto nel Gamtel, squadra gambiana, vi ha militato fino al 2014, quando è passato ai senegalesi del Casa Sports.
Acquistato nel 2016 dal Lugano, club della Super League, la massima serie svizzera, per 730 000 euro, ha esordito il 23 luglio 2016, in occasione della partita di campionato persa per 2-1 contro il Lucerna. Dopo aver segnato 3 gol in 17 presenze in campionato e 2 in coppa nazionale, nell'estate del 2017 è approdato in prestito al Chiasso, squadra della Challenge League, seconda divisione svizzera, con cui ha segnato 8 reti.
Prelevato nel settembre 2018 dallo Zurigo, club di massima serie, nello stesso mese ha debuttato in Europa League, nella partita vinta per 1-0 sul campo dell'AEK Larnaca. Ha realizzato 6 reti in 45 partite con lo Zurigo fino al gennaio 2020, quando è stato girato in prestito all'Osnabrück, compagine della seconda serie tedesca con la cui maglia ha marcato un gol. Tornato allo Zurigo, ha guadagnato il posto da titolare, disputando 32 partite con 2 gol in campionato e una partita con 2 reti nella coppa nazionale nel 2020-2021. Nel 2021-2022 ha segnato 20 gol in 32 presenze stagionali, risultando il secondo miglior marcatore della Super League elvetica.
Il 15 giugno 2022 il club svizzero annuncia la fine del rapporto con Ceesay a seguito del mancato rinnovo del contratto. Il giorno successivo il Lecce ne ufficializza l'ingaggio, che diviene effettivo il 1º luglio seguente. Il 13 agosto, all'esordio in Serie A, segna la rete del momentaneo pareggio contro l'Inter, nella partita vinta dai milanesi per 1-2. Mette a segno 6 gol nella stagione chiusasi con la salvezza dei salentini.
Il 16 agosto 2023 si trasferisce al Damac, club saudita.
Il 28 luglio 2025 si trasferisce a parametro zero all’Inter U23,club di serie c

### Nazionale
Ha giocato numerose partite con le varie nazionali giovanili gambiane.
Ha esordito con la nazionale gambiana il 7 settembre 2013 in occasione del match valevole per la qualificazione al campionato mondiale del 2014 vinto per 2-0 contro la Tanzania; è stato convocato per la Coppa delle nazioni africane 2021.

## Statistiche

### Presenze e reti nei club
Statistiche aggiornate al 14 settembre 2023.
| Stagione           | Squadra            | Campionato         | Campionato | Campionato | Coppe nazionali | Coppe nazionali | Coppe nazionali | Coppe continentali | Coppe continentali | Coppe continentali | Altre coppe | Altre coppe | Altre coppe | Totale | Totale | Totale |
| Stagione           | Squadra            | Comp               | Pres       | Reti       | Comp            | Pres            | Reti            | Comp               | Pres               | Reti               | Comp        | Pres        | Reti        | Pres   | Reti   |        |
| ------------------ | ------------------ | ------------------ | ---------- | ---------- | --------------- | --------------- | --------------- | ------------------ | ------------------ | ------------------ | ----------- | ----------- | ----------- | ------ | ------ | ------ |
| 2011-2012          | Gamtel             | D1                 | ?          | ?          | -               | -               | -               | -                  | -                  | -                  | -           | -           | -           | ?      | ?      |        |
| 2012-2013          | Gamtel             | D1                 | ?          | ?          | -               | -               | -               | -                  | -                  | -                  | -           | -           | -           | ?      | ?      |        |
| 2013-2014          | Gamtel             | D1                 | ?          | ?          | -               | -               | -               | -                  | -                  | -                  | -           | -           | -           | ?      | ?      |        |
| Totale Gamtel      | Totale Gamtel      | Totale Gamtel      | ?          | ?          |                 | -               | -               |                    | -                  | -                  |             | -           | -           | ?      | ?      |        |
| 2014-2015          | Casa Sports        | L1                 | ?          | ?          | -               | -               | -               | -                  | -                  | -                  | -           | -           | -           | ?      | ?      |        |
| 2015-2016          | Casa Sports        | L1                 | ?          | ?          | -               | -               | -               | -                  | -                  | -                  | -           | -           | -           | ?      | ?      |        |
| Totale Casa Sports | Totale Casa Sports | Totale Casa Sports | ?          | ?          |                 | -               | -               |                    | -                  | -                  |             | -           | -           | ?      | ?      |        |
| 2016-2017          | Lugano             | SL                 | 17         | 3          | CS              | 2               | 2               | -                  | -                  | -                  | -           | -           | -           | 20     | 5      |        |
| 2017-2018          | Chiasso            | ChL                | 31         | 8          | CS              | 1               | 0               | -                  | -                  | -                  | -           | -           | -           | 32     | 8      |        |
| 2018-2019          | Zurigo             | SL                 | 22         | 3          | CS              | 3               | 2               | UEL                | 5                  | 0                  | -           | -           | -           | 30     | 5      |        |
| 2019-gen.2020      | Zurigo             | SL                 | 12         | 1          | CS              | 3               | 0               | -                  | -                  | -                  | -           | -           | -           | 15     | 1      |        |
| gen.-giu.2020      | Osnabrück          | 2BL                | 11         | 1          | CG              | -               | -               | -                  | -                  | -                  | -           | -           | -           | 11     | 1      |        |
| 2020-2021          | Zurigo             | SL                 | 32         | 2          | CS              | 1               | 2               | -                  | -                  | -                  | -           | -           | -           | 33     | 4      |        |
| 2021-2022          | Zurigo             | SL                 | 33         | 20         | CS              | 3               | 2               | -                  | -                  | -                  | -           | -           | -           | 36     | 22     |        |
| Totale Zurigo      | Totale Zurigo      | Totale Zurigo      | 99         | 26         |                 | 10              | 6               |                    | 5                  | 0                  |             | -           | -           | 114    | 32     |        |
| 2022-2023          | Lecce              | A                  | 34         | 6          | CI              | 1               | 0               | -                  | -                  | -                  | -           | -           | -           | 35     | 6      |        |
| 2023-2024          | Damac              | SPL                | 19         | 6          | CRC             | 2               | 1               | -                  | -                  | -                  | -           | -           | -           | 21     | 7      |        |
| Totale carriera    | Totale carriera    | Totale carriera    | 211        | 50         |                 | 16              | 9               |                    | 5                  | 0                  |             | -           | -           | 232    | 59     |        |

### Cronologia presenze e reti in nazionale
| Cronologia completa delle presenze e delle reti in nazionale ― Gambia | Cronologia completa delle presenze e delle reti in nazionale ― Gambia | Cronologia completa delle presenze e delle reti in nazionale ― Gambia | Cronologia completa delle presenze e delle reti in nazionale ― Gambia | Cronologia completa delle presenze e delle reti in nazionale ― Gambia | Cronologia completa delle presenze e delle reti in nazionale ― Gambia | Cronologia completa delle presenze e delle reti in nazionale ― Gambia | Cronologia completa delle presenze e delle reti in nazionale ― Gambia |
| Data                                                                  | Città                                                                 | In casa                                                               | Risultato                                                             | Ospiti                                                                | Competizione                                                          | Reti                                                                  | Note                                                                  |
| --------------------------------------------------------------------- | --------------------------------------------------------------------- | --------------------------------------------------------------------- | --------------------------------------------------------------------- | --------------------------------------------------------------------- | --------------------------------------------------------------------- | --------------------------------------------------------------------- | --------------------------------------------------------------------- |
| 7-9-2013                                                              | Bakau                                                                 | Gambia                                                                | 2 – 0                                                                 | Tanzania                                                              | Qual. Mondiali 2014                                                   | -                                                                     | 86’                                                                   |
| 9-6-2015                                                              | Kampala                                                               | Uganda                                                                | 1 – 1                                                                 | Gambia                                                                | Amichevole                                                            | -                                                                     | 49’                                                                   |
| 13-6-2015                                                             | Durban                                                                | Sudafrica                                                             | 0 – 0                                                                 | Gambia                                                                | Qual. Coppa d'Africa 2017                                             | -                                                                     | 53’                                                                   |
| 13-10-2015                                                            | Windhoek                                                              | Namibia                                                               | 2 – 1                                                                 | Gambia                                                                | Qual. Mondiali 2018                                                   | -                                                                     | 81’                                                                   |
| 9-9-2016                                                              | Limbé                                                                 | Camerun                                                               | 2 – 0                                                                 | Gambia                                                                | Qual. Coppa d'Africa 2017                                             | -                                                                     |                                                                       |
| 23-3-2018                                                             | Bakau                                                                 | Gambia                                                                | 1 – 1                                                                 | Rep. Centrafricana                                                    | Amichevole                                                            | 1                                                                     |                                                                       |
| 8-9-2018                                                              | Bakau                                                                 | Gambia                                                                | 1 – 1                                                                 | Algeria                                                               | Qual. Coppa d'Africa 2019                                             | 1                                                                     | 66’                                                                   |
| 12-10-2018                                                            | Lomé                                                                  | Togo                                                                  | 1 – 1                                                                 | Gambia                                                                | Qual. Coppa d'Africa 2019                                             | 1                                                                     | 68’                                                                   |
| 16-10-2018                                                            | Bakau                                                                 | Gambia                                                                | 0 – 1                                                                 | Togo                                                                  | Qual. Coppa d'Africa 2019                                             | -                                                                     |                                                                       |
| 18-11-2018                                                            | Bakau                                                                 | Gambia                                                                | 3 – 1                                                                 | Benin                                                                 | Qual. Coppa d'Africa 2019                                             | -                                                                     | 44’                                                                   |
| 6-9-2019                                                              | Bakau                                                                 | Gambia                                                                | 0 – 1                                                                 | Angola                                                                | Qual. Mondiali 2022                                                   | -                                                                     | 71’                                                                   |
| 10-9-2019                                                             | Luanda                                                                | Angola                                                                | 2 – 1                                                                 | Gambia                                                                | Qual. Mondiali 2022                                                   | 1                                                                     |                                                                       |
| 9-10-2019                                                             | Gibuti                                                                | Gibuti                                                                | 1 – 1                                                                 | Gambia                                                                | Qual. Coppa d'Africa 2021                                             | -                                                                     | 35’                                                                   |
| 12-10-2019                                                            | Bakau                                                                 | Gambia                                                                | 1 – 1 dts (3 – 2 dtr)                                                 | Gibuti                                                                | Qual. Coppa d'Africa 2021                                             | -                                                                     |                                                                       |
| 13-11-2019                                                            | Luanda                                                                | Angola                                                                | 1 – 3                                                                 | Gambia                                                                | Qual. Coppa d'Africa 2021                                             | 2                                                                     | 81’                                                                   |
| 9-10-2020                                                             | Parchal                                                               | Gambia                                                                | 1 – 0                                                                 | Rep. del Congo                                                        | Amichevole                                                            | 1                                                                     |                                                                       |
| 25-3-2021                                                             | Bakau                                                                 | Gambia                                                                | 1 – 0                                                                 | Angola                                                                | Qual. Coppa d'Africa 2021                                             | 1                                                                     |                                                                       |
| 29-3-2021                                                             | Kinshasa                                                              | RD del Congo                                                          | 1 – 0                                                                 | Gambia                                                                | Qual. Coppa d'Africa 2021                                             | -                                                                     | 46’                                                                   |
| 5-6-2021                                                              | Manavgat                                                              | Gambia                                                                | 2 – 0                                                                 | Niger                                                                 | Amichevole                                                            | -                                                                     | 46’                                                                   |
| 8-6-2021                                                              | Manavgat                                                              | Gambia                                                                | 1 – 0                                                                 | Togo                                                                  | Amichevole                                                            | -                                                                     | 66’                                                                   |
| 11-6-2021                                                             | Manavgat                                                              | Kosovo                                                                | 1 – 0                                                                 | Gambia                                                                | Amichevole                                                            | -                                                                     | 81’                                                                   |
| 9-10-2021                                                             | El Jadida                                                             | Gambia                                                                | 1 – 2                                                                 | Sierra Leone                                                          | Amichevole                                                            | 1                                                                     | 69’                                                                   |
| 12-10-2021                                                            | El Jadida                                                             | Gambia                                                                | 2 – 1                                                                 | Sudan del Sud                                                         | Amichevole                                                            | 2                                                                     |                                                                       |
| 12-1-2022                                                             | Limbe                                                                 | Mauritania                                                            | 0 – 1                                                                 | Gambia                                                                | Coppa d'Africa 2021 - 1º turno                                        | -                                                                     | 64’                                                                   |
| 16-1-2022                                                             | Limbe                                                                 | Gambia                                                                | 1 – 1                                                                 | Mali                                                                  | Coppa d'Africa 2021 - 1º turno                                        | -                                                                     | 73’                                                                   |
| 24-1-2022                                                             | Bafoussam                                                             | Guinea                                                                | 0 – 1                                                                 | Gambia                                                                | Coppa d'Africa 2021 - Ottavi di finale                                | -                                                                     | 72’                                                                   |
| 29-1-2022                                                             | Douala                                                                | Gambia                                                                | 0 – 2                                                                 | Camerun                                                               | Coppa d'Africa 2021 - Quarti di finale                                | -                                                                     | 85’                                                                   |
| 23-3-2022                                                             | Yaoundé                                                               | Ciad                                                                  | 0 – 1                                                                 | Gambia                                                                | Qual. Coppa d'Africa 2023                                             | -                                                                     | 60’                                                                   |
| 29-3-2022                                                             | Agadir                                                                | Gambia                                                                | 2 – 2                                                                 | Ciad                                                                  | Qual. Coppa d'Africa 2023                                             | 2                                                                     |                                                                       |
| 29-5-2022                                                             | Dubai                                                                 | Emirati Arabi Uniti                                                   | 1 – 1                                                                 | Gambia                                                                | Amichevole                                                            | -                                                                     | 60’                                                                   |
| 4-6-2022                                                              | Thiès                                                                 | Gambia                                                                | 1 – 0                                                                 | Sudan del Sud                                                         | Qual. Coppa d'Africa 2023                                             | -                                                                     | 88’                                                                   |
| 8-6-2022                                                              | Brazzaville                                                           | Rep. del Congo                                                        | 1 – 0                                                                 | Gambia                                                                | Qual. Coppa d'Africa 2023                                             | -                                                                     | 71’ 79’                                                               |
| 20-11-2022                                                            | Aksu                                                                  | Gambia                                                                | 0 – 0                                                                 | Guinea-Bissau                                                         | Amichevole                                                            | -                                                                     |                                                                       |
| 24-3-2023                                                             | Bamako                                                                | Mali                                                                  | 2 – 0                                                                 | Gambia                                                                | Qual. Coppa d'Africa 2023                                             | -                                                                     |                                                                       |
| 28-3-2023                                                             | Casablanca                                                            | Gambia                                                                | 1 – 0                                                                 | Mali                                                                  | Qual. Coppa d'Africa 2023                                             | -                                                                     | 88’                                                                   |
| 14-6-2023                                                             | Ismailia                                                              | Sudan del Sud                                                         | 2 – 3                                                                 | Gambia                                                                | Qual. Coppa d'Africa 2023                                             | -                                                                     | 68’                                                                   |
| 10-9-2023                                                             | Marrakech                                                             | Gambia                                                                | 2 – 2                                                                 | Rep. del Congo                                                        | Qual. Coppa d'Africa 2023                                             | -                                                                     | 76’                                                                   |
| 16-11-2023                                                            | Dar es Salaam                                                         | Burundi                                                               | 3 – 2                                                                 | Gambia                                                                | Qual. Mondiali 2026                                                   | -                                                                     | 57’                                                                   |
| 20-11-2023                                                            | Dar es Salaam                                                         | Gambia                                                                | 0 – 2                                                                 | Costa d'Avorio                                                        | Qual. Mondiali 2026                                                   | -                                                                     | 90+2’                                                                 |
| 15-1-2024                                                             | Yamoussoukro                                                          | Senegal                                                               | 3 – 0                                                                 | Gambia                                                                | Coppa d'Africa 2023 - 1º turno                                        | -                                                                     | 83’                                                                   |
| 23-1-2024                                                             | Bouaké                                                                | Gambia                                                                | 2 – 3                                                                 | Camerun                                                               | Coppa d'Africa 2023 - 1º turno                                        | -                                                                     | 73’                                                                   |
| Totale                                                                |                                                                       | Presenze                                                              | 41                                                                    |                                                                       | Reti                                                                  | 13                                                                    |                                                                       |

## Palmarès

### Competizioni nazionali
- Coppa di Gambia: 3

Gamtel: 2011, 2012, 2013
- Campionato svizzero: 1

Zurigo: 2021-2022